# Giuliano Frigeni
Giuliano Frigeni – duchowny rzymskokatolicki, w latach 1999–2022 biskup Parintins.